# Мозговий Артем Анатолійович
Арте́м Анато́лійович Мозгови́й (нар. 3 лютого 1978, Київ) — географ, доктор географічних наук (2018). Син Н. Мозгової, онук Г. Шупика.

## Біографічні дані
Народився 3 лютого 1978 року в Києві.
У 2000 році закінчив Національний педагогічний університет. З 2003 року працює в Інституті географії НАНУ: з 2016 року — старший науковий співробітник сектору збалансованого розвитку та екологічної оцінки. З вересня 2019 року — професор кафедри географії НПУ ім. М.П. Драгоманова (за сумісництвом).

## Наукова робота
Наукові дослідження: геоурбаністика; сталий розвиток населених пунктів; географія конфліктів. Автор понад 100 публікацій.

### Основні праці
За ЕСУ:
- Ресурси та можливості збалансованого розвитку міст України // Екон. та соц. географія. — 2013. — Вип. 2(67);
- Конфліктогенність міського простору: методологія дослідж. // Укр. геогр. журн. — 2014. — № 3;
- Конфлікти міського розвитку в Україні // Укр. геогр. журн. — 2016. — № 3;
- Географія міських конфліктів в Україні // Наук. вісн. Херсон. університету. Сер. Геогр. науки. — 2017. — Вип. 6;
- Міські конфлікти в інформаційну еру // Екон. та соц. географія. — 2017. — Вип. 78[1].

## Нагороди
- Премія Верховної Ради України молодим ученим (2012)[3].